# 128P/Shoemaker-Holt
128P/Shoemaker-Holt, także 128P/Shoemaker-Holt 1 – kometa krótkookresowa, należąca do rodziny Jowisza.

## Odkrycie
Kometa została odkryta przez amerykańskich astronomów Carolyn Shoemaker, Eugene’a Shoemakera i Henry’ego E. Holta dnia 18 października 1987 w Obserwatorium Palomar w Kalifornii, USA.

## Rozpad komety
Kometa rozpadła się na dwie części:
- 128P/Shoemaker-Holt 1-A
- 128P/Shoemaker-Holt 1-B (większy fragment o rozmiarach jądra 4,6 km).